# 田中英祐
田中 英祐（たなか えいすけ、1992年4月2日 - ）は、兵庫県高砂市出身の元プロ野球選手（投手）、右投右打。京都大学から直接NPBの球団へ入った最初の選手で、2017年に現役を引退してからは三井物産に勤務している。

## 経歴

### プロ入り前

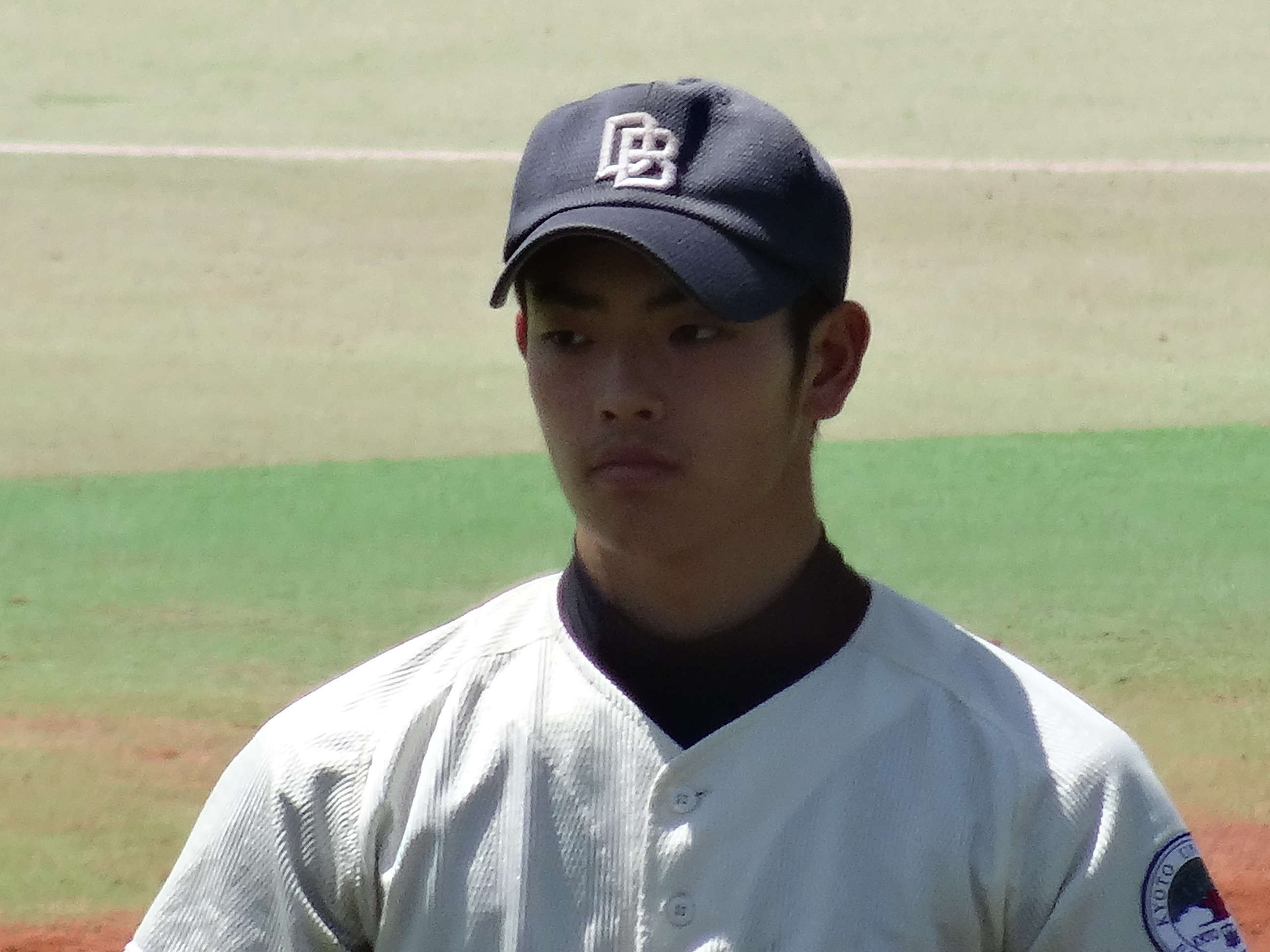
大学時代
（2014年5月17日 南港中央球場にて）

高砂市立米田西小学校4年の時に「塩市少年野球団」で野球を始め主に捕手 で三塁手、外野手なども経験したが、白陵中学校への入学後に投手へ転向した。
白陵高等学校への進学後は、1年生の秋からエースとして活躍。しかし、2年時の全国高等学校野球選手権大会兵庫大会で3回戦まで勝ち残ったことが最高。3年夏の甲子園は県大会初戦で敗退し、在学時には春夏ともに甲子園球場での全国大会へ出場できなかった。
京都大学工学部工業化学科に現役で合格 すると、入学後に硬式野球部へ入部。1年生の春から関西学生野球のリーグ戦に登板する と、2年時の春季リーグ戦では、関西学院大学戦で完封勝利を収めた。この勝利によって、2009年から続いていたチームのリーグ戦連敗記録は60試合で止まった。3年時の秋季リーグでは、9月21日の立命館大学戦で延長21回を完封。投球数は237球で、相手打線に三塁を踏ませなかったものの、試合自体は0 - 0の引き分けに終わった。次に先発で登板した9月25日の同志社大学戦でも、延長15回を1人で投げ切ったが、敗戦投手になった。このシーズンは、通算で6試合に登板。0勝4敗ながら、通算68イニングを投げて防御率1.06を記録し、リーグの投手部門でベストナインに選ばれた。4年時だった2014年には、春季リーグの同志社大戦で自身2度目の完封勝利を挙げ、リーグに加盟する全5大学から勝利を挙げた。京都大学の投手としては、1982年の新リーグ発足後初めての記録である。6月には第27回ハーレムベースボールウィーク大学日本代表選考合宿へ参加。翌7月の大会のメンバーには残らなかった が、8月23日に京都大学と阪神タイガース二軍による交流戦（阪神鳴尾浜球場）に先発投手として登板すると、阪神を含むNPB6球団のスカウトの目の前で6点を失いながらも7回裏まで投げた。秋季リーグ戦には10試合に登板。1勝5敗ながら通算55イニングを投げて防御率2.45を記録し、自身2度目のベストナインを受賞した。10月には関西学生野球連盟から特別功労賞を授与された。在学中には、リーグ戦で通算65試合に登板。通算投球イニングは380.1回で、8勝31敗、防御率2.25を記録した。捕手として2011年の春季リーグ戦で首位打者とベストナインのタイトルを獲得した新実彰平（関西テレビアナウンサー）は野球部での3学年先輩で、田中の1年時にリーグ戦でバッテリーを組んだこともある。
大学からの卒業後に三井物産へ入社することが内定していた が、4年生の秋にプロ志望届を提出し、2014年のNPBドラフト会議で千葉ロッテマリーンズに2巡目で指名。三井物産への入社を辞退する とともに、契約金7,000万円、年俸1,500万円（金額は推定）という条件 でロッテに入団した。背番号は31。背番号31を付けることが決まってからは、前年までこの番号を着用していた渡辺俊介から祝福のメッセージが贈られた。仮契約を締結する前の11月28日には、地元の高砂警察署で一日署長を務めた。京都大学出身のプロ野球選手には、過去に福田岳洋（大学院を中退後に投手として四国アイランドリーグの香川オリーブガイナーズおよびNPBの横浜ベイスターズ→横浜DeNAベイスターズでプレー）がいたが、卒業を機にプロ野球へ入った選手は田中が初めてである。

### プロ入り後
2015年には、石垣島での春季キャンプを一軍で迎えたが、開幕は二軍でスタート。イースタン・リーグ公式戦で初登板から2戦2勝、14イニング連続無失点を記録した。4月29日の対埼玉西武ライオンズ戦（QVCマリンフィールド）で先発投手として一軍デビューを果たした。同試合は2日前までにチケットが完売、試合当日には球場の開場時間を当初の予定（12:00）より5分早めるという異例の措置を講じた。しかし、初回に4点を失うなど、3回5失点という内容で敗戦投手になった。2日後の5月1日には、対北海道日本ハムファイターズ戦（QVCマリン）の4回裏に2番手で登板。3イニングで4点を失う と、翌2日に登録を抹消された。登録抹消後は、侍ジャパン大学日本代表 対 NPB選抜（6月29日）でNPB選抜投手の先発投手として登板する予定だったが、右肘の張りを訴えたため出場を辞退（実際には東北楽天ゴールデンイーグルスの安楽智大が代替選手として先発）。7月に開催予定のフレッシュオールスターゲームでも、イースタン・リーグ選抜の先発投手に起用されることが予告されていた が、荒天による開催取りやめの影響で実現しなかった。一軍公式戦への登板は前述の2試合のみで、同月11日のイースタン・リーグ対横浜DeNAベイスターズ戦への救援登板 を最後に実戦を離れた。一時はイップスが疑われたほど投球フォームを崩したため、制球がままならず、最高球速も120km/h台にまで低下した。同リーグの公式戦では、9試合の登板で2勝3敗、防御率5.63を記録。シーズン終了後の11月7日には、推定年俸1,340万円（160万円減）という条件で契約を更改した。
2016年には、前年の一軍公式戦登板以降に投球フォームを崩した影響で、フォームの再生や体力の強化に専念。7月8日のイースタン・リーグ チャレンジ・マッチで対フューチャーズ戦（ロッテ浦和球場）に先発投手として実戦に復帰した が、一軍公式戦では登板の機会がなく、同リーグの公式戦でも1試合（1イニング）の登板にとどまった。11月24日の契約交渉では、翌2017年の年俸に対して、NPBの規定による減額制限の上限（25%）を適用することを球団から通告。推定年俸1,005万円で契約を更改した。なお、シーズン終了後には、右肩の機能に問題があることが判明している。
2017年には、ボールへ力が伝わりやすい投球フォームを模索した末に、春季キャンプから投球フォームをオーバースローからサイドスローに変更。しかし、前年に続いて一軍公式戦への登板機会はなく、10月3日に球団から戦力外通告を受けた。球団からはフロントでデータ分析などを担う役職へ転じることを打診されていた が、入団前に採用が内定していながら辞退した三井物産からも入社を要請。結局、同社の入社試験を改めて受けることを決断した。球団を通じて引退を発表した際には、ファンや関係者に向けて、「3年間のプロ野球生活では辛いことの方が多かったが、自分としては『悔いのない日々を送った』という思いがある。親身な指導によって野球に取り組みやすい環境を作って下さった監督、コーチ、スタッフには感謝の気持ちしかない。次のステージでは、マリンの大声援の中で投げられたことを忘れずに、『誰かのために頑張れる人間』として世界中で挑戦を続ける人々のためになるような仕事ができるようになりたい」というメッセージを送っている。

### 現役引退後
新卒学生と同じ扱いで三井物産への採用が内定したため、私費によるアメリカへの短期留学を経て、2018年4月1日付で同社へ正式に入社した。新卒相当の人材でも年齢制限を設けずに通年で採用する体制を敷いていることによる措置 で、プロ野球経験者の入社は初めてという。

## 選手としての特徴
最速149km/hのストレートと、カーブ、スライダー、カットボール、チェンジアップ、フォーク、ツーシームなどの変化球が持ち味。
50メートル走のタイムは6秒7、遠投110メートル。
ロッテへの入団1年目には、疲労からの回復力や投球動作中の軸移動などで課題を露呈。シーズン後半には、実戦を離れて、基礎体力の強化、体重の増加、投球フォームの修正に専念した。シーズン終了後には、『スポーツニッポン』からの独占取材で「心」「技」「体」の自己採点を求められたところ、「『心』は50点、『技』は35点、『体』は40点」という評価を出している。
ロッテ時代に二軍の投手コーチを務めていた小谷正勝は、田中引退後の2020年に執筆した『日刊スポーツ』向けの連載コラムで、延べ39年間・4球団にわたるNPBのコーチ生活で指導に最も苦慮した投手の1人に田中の名を挙げている。小谷は、田中の入団1年目の一軍春季キャンプで投球練習を視察した際に、田中が首を大きく振りながら投げていることを把握。田中がレギュラーシーズンの開幕を前に二軍へ降格してからは、首の振り幅の修正に取り組んだ。もっとも、右投手の大半が左目で打者を見ながら投球動作へ入るのに対して、田中には投球の始動時点から打者を両目で見る癖があった。さらに、田中は努力を惜しまない一方で、「我以外皆我師」（新たなアドバイスを送られるたびに、それまでに伝えられたアドバイスの内容を白紙に戻してしまう）気質を持っていた。小谷自身は、このような癖や気質を見抜けないまま、「開幕に間に合わせよう」と焦ったばかりに首振りの止め方を誤って伝えたことに自戒の念を抱き続けているという。

## 人物
4歳の頃から小学校高学年までは器械体操をしており、時には高校生に交じって練習するなど「オリンピックが狙える逸材」と評されていた。しかし、父の助言でそれをやめ、当時掛け持ちしていた野球に専念した。なお、父も京大の卒業生で、英祐の高校3年生の春に、志望校を東京大学から京大に変更するようにも助言をしている。
京都大学の在学中には、工業基礎化学を専攻。卒業論文のテーマは、「SFA（表面力測定装置）における水和構造の逆計算理論」 であった。2015年3月の卒業式では、「硬式野球部の投手として関西学生野球のリーグ戦で通算8勝、ベストナインに2度選出されるなど活躍した末に、本学初のプロ野球選手になった」 という理由で、平成26年度の「京都大学総長賞」を受賞。総長の山極壽一からは、「きっと従来のプロ野球選手にはない能力を発揮して活躍してくれるだろうと期待しています」という式辞を贈られている。
2015年11月22日にQVCマリンフィールドで開かれたロッテのファン感謝イベント「スーパーマリンフェスタ2015」では、千葉市科学館からの依頼を受けて、古谷拓哉と共に「カモメ科学館」（ブルペンを舞台に宇宙や地球の魅力を中学生以下の児童と一緒に学ぶ企画）へ参加した。田中が理系（京都大学工学部）出身であることと、古谷が球界きっての宇宙マニアであることによる。また、この年から日本プロ野球選手会が「JFAこころのプロジェクト」へ協力することを受けて、ロッテの選手および、NPBの新人選手からただ1人「夢先生」（プロ野球およびJリーグのオフシーズン中に全国の小学校で実施する「夢の教室」の講師）に選ばれた。

## 詳細情報

### 年度別投手成績
| 年 度     | 球 団     | 登 板 | 先 発 | 完 投 | 完 封 | 無 四 球 | 勝 利 | 敗 戦 | セ 丨 ブ | ホ 丨 ル ド | 勝 率 | 打 者 | 投 球 回 | 被 安 打 | 被 本 塁 打 | 与 四 球 | 敬 遠 | 与 死 球 | 奪 三 振 | 暴 投 | ボ 丨 ク | 失 点 | 自 責 点 | 防 御 率 | W H I P |
| --------- | --------- | ----- | ----- | ----- | ----- | -------- | ----- | ----- | -------- | ----------- | ----- | ----- | -------- | -------- | ----------- | -------- | ----- | -------- | -------- | ----- | -------- | ----- | -------- | -------- | ------- |
| 2015      | ロッテ    | 2     | 1     | 0     | 0     | 0        | 0     | 1     | 0        | 0           | .000  | 37    | 6.0      | 12       | 0           | 7        | 0     | 0        | 5        | 1     | 0        | 9     | 9        | 13.50    | 3.17    |
| 通算：1年 | 通算：1年 | 2     | 1     | 0     | 0     | 0        | 0     | 1     | 0        | 0           | .000  | 37    | 6.0      | 12       | 0           | 7        | 0     | 0        | 5        | 1     | 0        | 9     | 9        | 13.50    | 3.17    |

### 記録
- 初登板・初先発登板：2015年4月29日、対埼玉西武ライオンズ4回戦（QVCマリンフィールド）、3回5失点で敗戦投手
- 初奪三振：同上、1回表にエルネスト・メヒアから空振り三振

### 背番号
- 31（2015年 - 2017年）

### 登場曲
- 『Green boys』GReeeeN（2015年 - 2017年）
- 『道』GReeeeN（2015年）